# Дюк Степанович

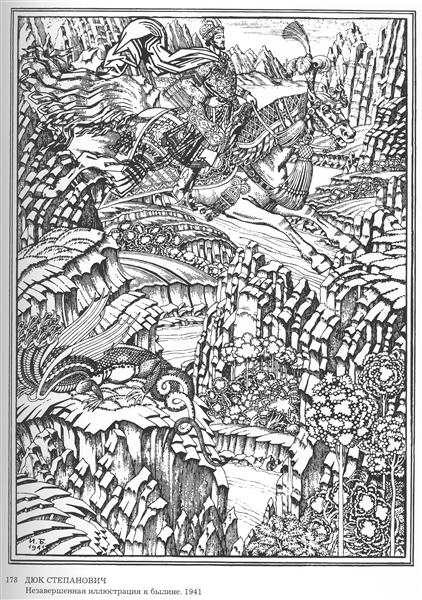
На иллюстрации Билибина

Дюк Степанович — индийский богатырь, герой киевского былинного цикла. По сюжету и содержанию «Дюк Степанович» — одна из самых оригинальных русских былин, отразившая черты реального быта Руси как XII, так и XVII века.
По-видимому, первоначально родиной Дюка считали Галицко-Волынскую землю: в XII—XIII веках это княжество было могущественным и независимым от Киева. В отличие от других богатырей, которые из своих княжеств едут в Киев, чтобы стоять на защите Русской земли, Дюк приезжает сюда с недобрыми целями.

## Сюжет
Дюк Степанович, молодой боярин, снаряжается в Киев из Индии богатой (иначе — из Галича, Корелы, Волынца). В некоторых былинах он отпрашивается у матери, Мамелфы Тимофеевны, которая предупреждает его, чтобы он в Киеве на пиру княжеском не хвастал богатырством и ею, матушкою.
По дороге в город Дюк встречает необыкновенные препятствия — три великие заставы: «змеи поклевучие», «львы-звери поедучие», «горушки толкучие, они сходятся вместе и расходятся». Дюк преодолевает их по совету матери: он бьёт коня, первый раз — между ушей, второй — между задних ног, и конь благополучно переносит его в безопасное место. В одном из вариантов былины, на пути к Киеву Дюк наезжает на шатёр, в котором отдыхает Илья Муромец. Илья готов помериться с незнакомым богатырём силой, но Дюк уклоняется от битвы и признаёт превосходство Ильи. Илье это нравится, и он предупреждает Дюка, что если тому придется туго в Киеве, пусть известит его, и он, Илья, «подсобит горю».
Прибыв в Киев, он застает князя Владимира в церкви у обедни. Князь удивляется быстроте его переезда из Галича, Дюк Степанович хвастает своим конём, а Чурила называет заявление Дюка ложью. На пути из церкви ко двору Дюк Степанович удивляется бедности Киева и хвастает роскошью своего города. Хвастовство продолжается и на пиру, причем Дюк находит невкусными и вино, и калачи у князя и хвастает своими платьями и несчётной казной. Чурила вызывает Дюка на состязание в щегольстве и в скачке: Дюку ежедневно одежду из Индии приносит его конь, и приезжий богатырь перещеголял местного. Победу одержал Дюк и в скачке через реку Пучай. Чтобы проверить хвастовство Дюка, Владимир отправляет посольство матери Дюка. Посольство признаёт, что если продать Киев и Чернигов да купить бумаги для описи Дюкова богатства, то не хватит бумаги.

## Происхождение мотивов

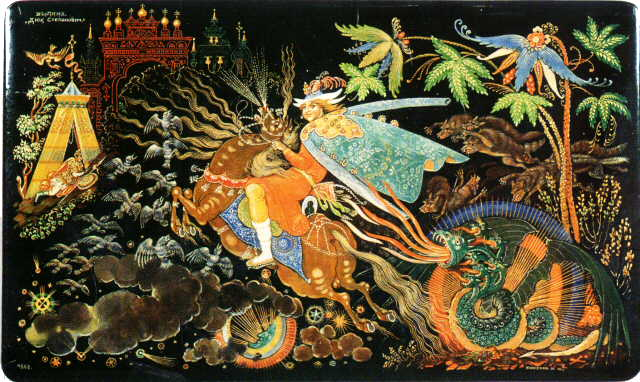
Павел Баженов. Дюк Степанович. Палех, 1940.

Высказывались предположения, что имя Дюка Степановича было производным от «дука» Стефана IV, венгерского короля, но помимо западноевропейского титула «дук» (герцог) и имени Стефан (Степан) существует украинское слово «дук» (богач) и русское имя Степан, что вполне соответствует содержанию былины о богаче Дюке Степановиче. Наиболее вероятным первоисточником былинного сюжета считается византийское «Сказание об Индийском царстве» XII века, получившее широкое распространение на Руси и оказавшее влияние на многие литературные памятники.
Начиная с середины XVI века на сказание могли оказывать влияние рассказы купцов об открытых на западе Индиях (как они официально именовались) — Америки, и в частности Империи инков, в которой дома действительно были «из золота и серебра», а количества привезённых — награбленных (Выкуп Атауальпы) и добытых из недр (Потоси) — оттуда сокровищ превышали в несколько раз европейскую ежегодную добычу золота и серебра.

## В позднейшей литературе
- Дюк Степаныч — одно из действующих лиц баллады А. К. Толстого «Сватовство»